# Сауле (Западно-Казахстанская область)
Сауле (каз. Сәуле) — село в Каратобинском районе Западно-Казахстанской области Казахстана. Входит в состав Саралжынского сельского округа. Код КАТО — 275047400.

## Население
В 1999 году население села составляло 390 человек (201 мужчина и 189 женщин). По данным переписи 2009 года, в селе проживало 335 человек (182 мужчины и 153 женщины).